# Wierzchucino
Wierzchucino (kaszb. Wiérzchùcëno lub też Wierzchùcëno, niem. Wierschutzin, d. pol. Wierzchucin) – wieś w Polsce położona w województwie pomorskim, w powiecie puckim, w gminie Krokowa, nad Morzem Bałtyckim.
Wieś leży nad Bychowską Strugą na północno-zachodnim krańcu jeziora Żarnowieckiego przy drodze wojewódzkiej nr 213. Zabudowania miejscowości znajdują się w odległości 3 km od Bałtyku.
W latach 1975−1998 miejscowość administracyjnie należała do województwa gdańskiego. W latach 1945–1954 i 1973–1976 wieś była siedzibą gminy Wierzchucino.
We wsi znajdują się:
- Kościół parafialny wzniesiony w latach 1929–1930
- Neogotycki kościół poewangelicki z 1882 r. wraz z cmentarzem
- Budynki byłego niemieckiego ośrodka przygotowań olimpijskich z lat 30. XX wieku
- Młyn na rzece Bychowska Struga
- Zabytkowe zabudowania folwarku

Inne miejscowości z przedrostkiem Wierzchucin: Wierzchucin Królewski, Stary Wierzchucin, Wierzchucinek, Wierzchocino

## Odkrycia archeologiczne
Cztery miecze z późnej epoki brązu: https://www.academia.edu/6028148/Skarb_mieczy_brazowych_z_Wierzchucina_powiat_pucki_stanowisko_10_A_bronze_swords_hoard_from_site_10_Wierzchucino_Puck_district_

## Galeria
Zdjęcia z 2016 roku:

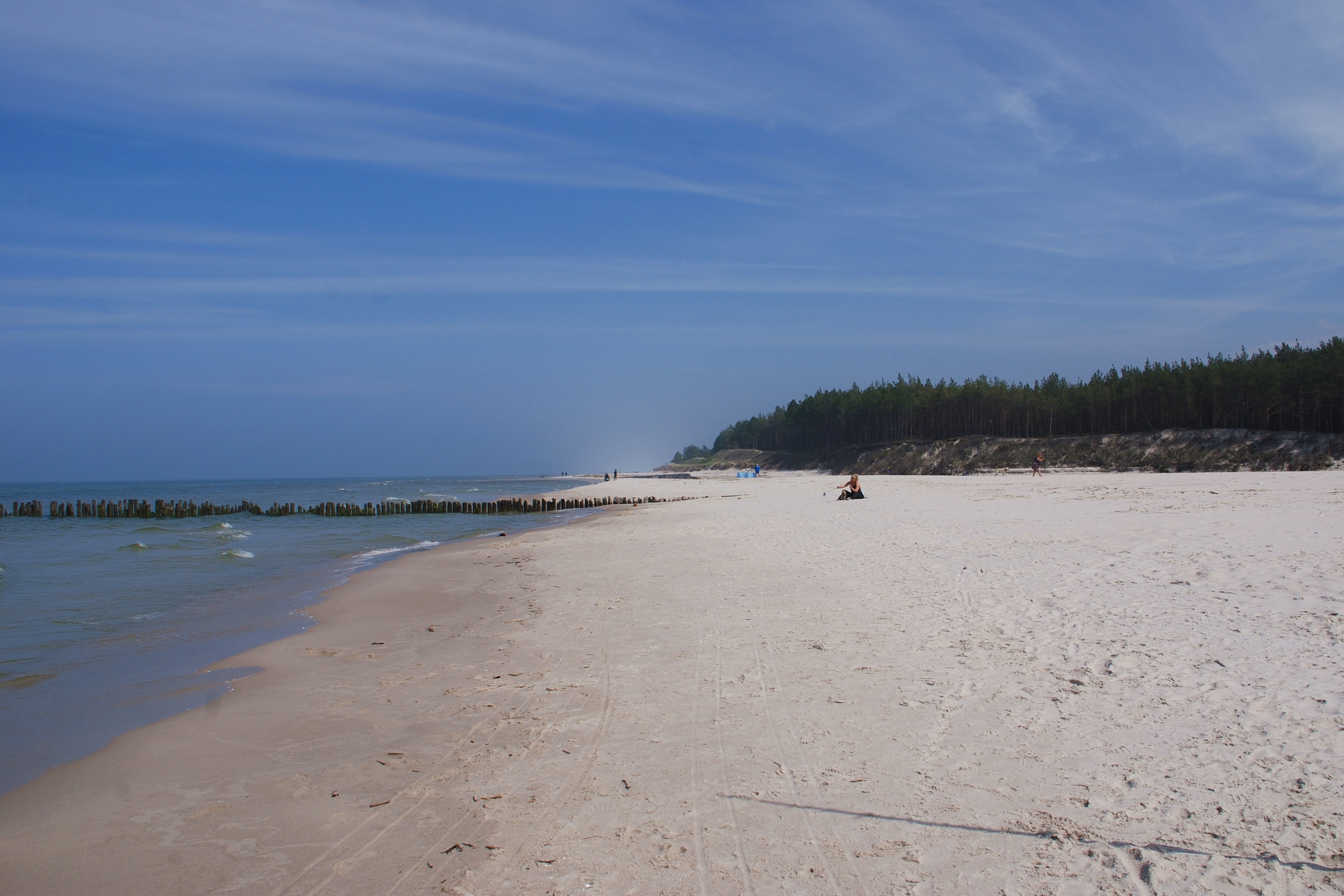
Bałtyk w Wierzchucinie
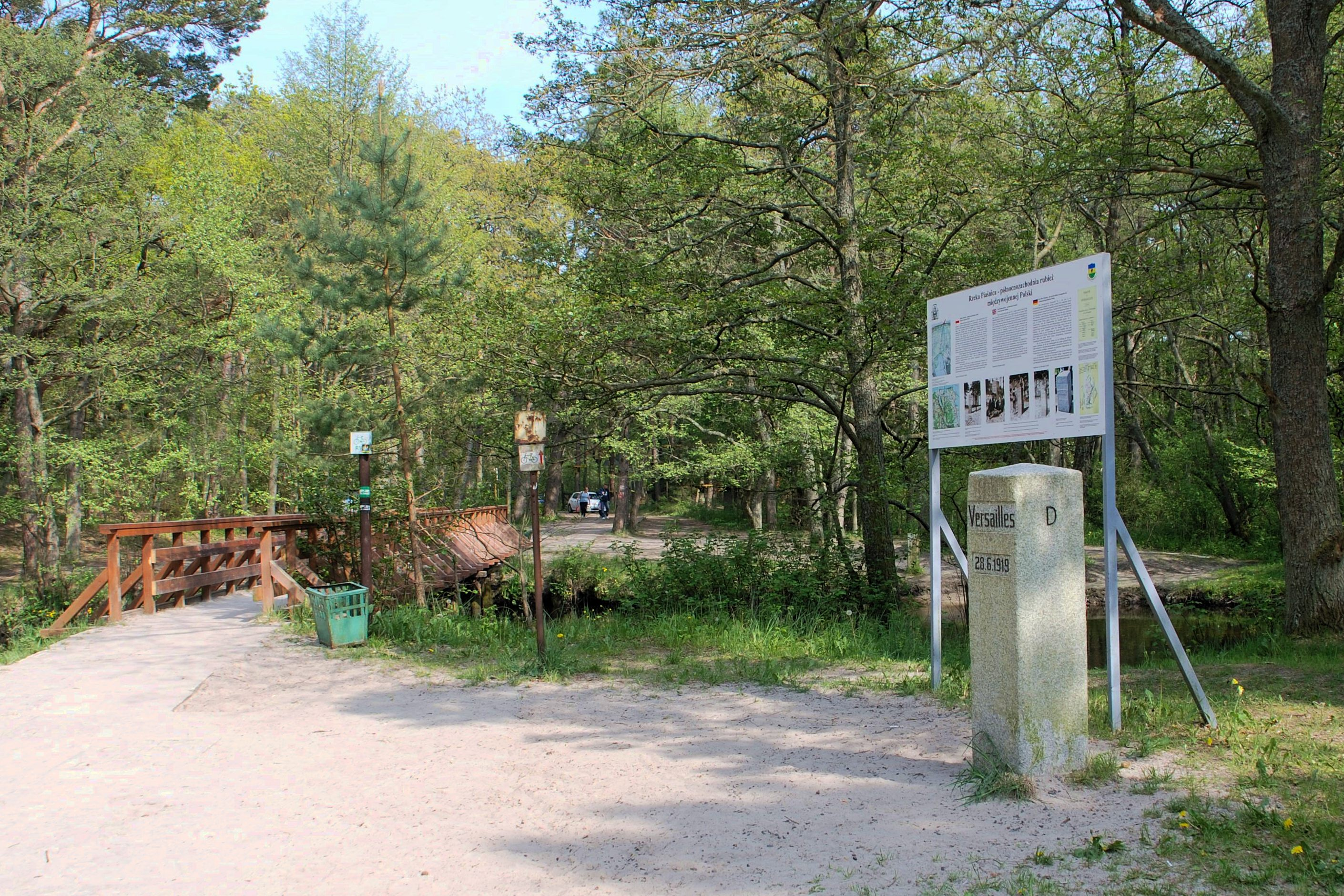
Zrekonstruowany słup graniczny nad Piaśnicą
Ujście Piaśnicy do Bałtyku